# 五十嵐貞一
五十嵐貞一（いがらし ていいち 1942年1月 - ）は、日本の大蔵官僚。

## 来歴・人物
東京府出身。1960年 開成高等学校卒業。1964年 東京大学法学部卒業、大蔵省入省。理財局国庫課配属。外務省在中国日本大使館参事官、防衛庁経理局会計課長などを経て、1989年6月 大阪税関長。1990年大蔵省大臣官房審議官。1999年6月 国際空港上屋代表取締役専務。2000年 国際空港上屋代表取締役社長。2004年 NPO中国留学生交流支援立志会創立、同理事長。2008年 国際空港上屋代表取締役会長。2018年 NPO中国留学生交流支援立志会理事長特別補佐。

## 略歴
- 1964年4月：大蔵省入省。理財局国庫課
- 1966年4月：理財局国債課
- 1966年6月：名古屋国税局調査査察部
- 1967年4月：主計局法規課調査主任[4]
- 1969年7月：洲本税務署長
- 1970年7月：防衛庁経理局会計課
- 1973年8月：国際金融局国際機構課長補佐（国際機関・経済統合）[5]
- 1974年7月：国際金融局投資第三課長補佐
- 1978年7月：神戸税関総務部長
- 1979年8月：神戸税関総務部長 兼 第13回通関士試験試験委員
- 1980年6月：大臣官房企画官 兼 大臣官房日本専売公社監理官室長
- 1981年7月：大臣官房付（外務研修）
- 1982年5月：外務省在中国日本大使館参事官
- 1984年7月：関税局管理課長
- 1986年6月：防衛庁経理局会計課長（防衛庁書記官）
- 1989年6月：大阪税関長
- 1990年6月：大臣官房審議官（関税局担当）
- 1990年8月：第24回通関士試験試験委員
- 1990年10月：関税協力理事会日本政府代表代理
- 1991年8月：第25回通関士試験試験委員
- 1992年7月：帝都高速度交通営団理事